# Clineu Braga de Magalhães
Clineu Braga de Magalhães (Taquaritinga, 22 de agosto de 1911 — Capão Bonito, 17 de setembro de 1932) foi um estudante e voluntário no Exército Constitucionalista durante a Revolução Constitucionalista de 1932.

## Biografia
Clineu Braga de Magalhães, nascido em 22 de agosto de 1911, na cidade de Taquaritinga, filho de Renato Alves de Magalhães e D. Anália Braga de Magalhães, foi um estudante de engenharia civil na Escola Politécnica de São Paulo. Na ocasião da deflagração da Revolução Constitucionalista de 1932 no dia 9 de julho, viajou até a capital paulista para se alistar ao Exército Constitucionalista, juntamente com demais colegas acadêmicos da atual Universidade de São Paulo. Na época, era estudante do terceiro ano da Escola Politécnica de São Paulo. 
Seu grupo, composto por voluntários majoritariamente acadêmicos, formaram o lendário Batalhão 14 de julho, cujo nome faz referência a data de alistamento de seus integrantes. A atuação desse Batalhão ocorreu na Frente Sul daquele conflito, em que cobriram as regiões de Itararé, Buri, Apiai, Guapiara e Capão Bonito, no Estado de São Paulo.
O Batalhão 14 de julho em que era integrante, composto sobretudo por jovens estudantes como Clineu, participou dos combates de Itararé (15 a 18 de julho), Buri (25 e 26 de julho), Guapiara (3 a 12 de agosto), Morro do Alemão (22 de agosto), Apiaí (26 de agosto), Apiai Mirim (26 de agosto), Fundão (1 de setembro), Cerrado (15 a 19 de setembro) e Taquaral Abaixo (30 de setembro a 4 de outubro).
Durante a batalha do Cerrado, seu pelotão estava cercado pelas tropas adversárias, porém, resistiram e combateram até a escassez de munição quando então Clineu foi rendido junto de seus colegas, totalizando um grupo de 55 prisioneiros.
Nos assentamentos de campanha consta que o soldado nº 22 do 2º Pelotão da 2º Companhia, Clineu Braga de Magalhães, foi um herói, morto em combate com um tiro no coração, na região do Rio das Almas, em Capão Bonito, sem mais detalhes. Essa versão também é replicada no livro Cruzes Paulistas (1936), publicado por Benedicto Montenegro. Contudo, Augusto de Souza Queiroz, colega de Clineu, também integrante da 2ª Companhia e que na batalha do Cerrado estava na trincheira ao lado, afirmou em seu livro que, antes de morrer, Clineu já havia sido preso, tendo sido morto enquanto caminhava para retaguarda inimiga junto de outros 43 colegas também prisioneiros após ter sido alvejado no peito por um soldado inimigo exaltado. Outra informação, publicada nos jornais da época, é que seus restos mortais foram encontrados no cemitério de Capão Bonito após muita procura, cidade que já estava em poder do Exército Federal na data da morte de Clineu, o que corrobora com a versão de Queiroz. Essa versão, sobre as circunstâncias da morte de Clineu, também explica o motivo de ter este sido sepultado na retaguarda inimiga ao invés de ter o seu corpo trazido para a retaguarda paulista para o recebimento das devidas exéquias fúnebres, além de explicar o motivo da imprecisão da data de seu falecimento, variando na literatura entre os dias 16 a 18 de setembro.
Junto ao seu corpo, no bolso da farda, foi encontrado seu diário pessoal que vinha por ele sendo escrito desde o início da Revolução Constitucionalista. O manuscrito veio a ser publicado em 1960, ano em que sua turma de Engenharia Civil da Escola Politécnica completava 25 anos de formatura. Em 10 de outubro, alguns dias após o fim do conflito, os seus restos mortais foram trasladados para o Cemitério São Paulo, na capital paulista.

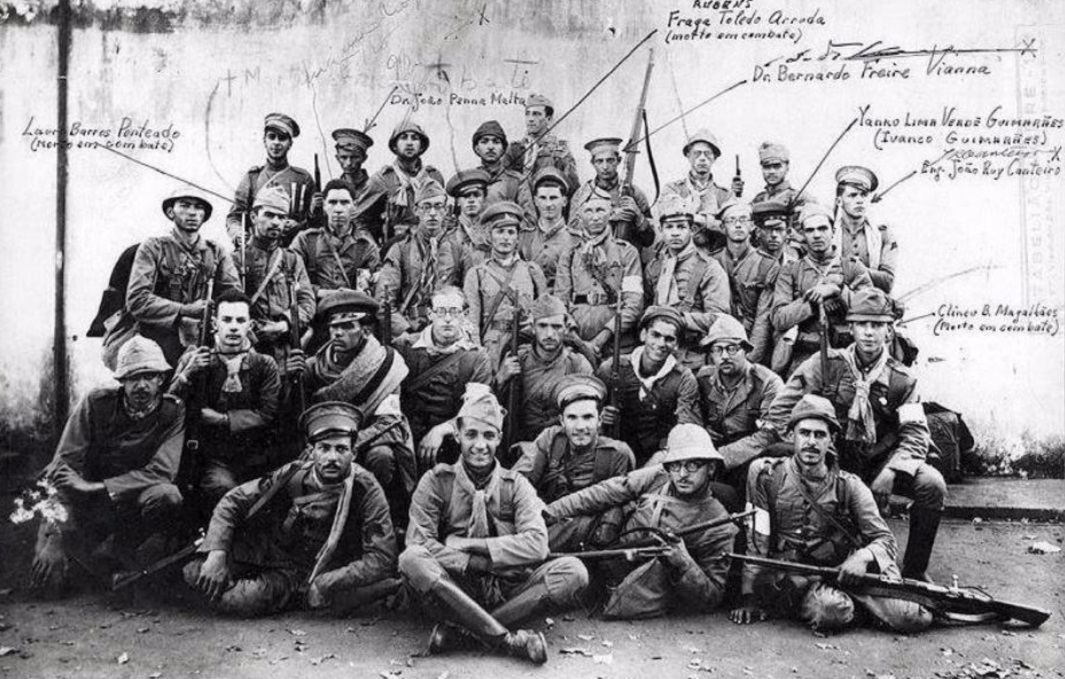
2º Pelotão da 2º Cia do Batalhão 14 de Julho, na cidade de Itapetininga-SP, no dia 24 de julho de 1932. No canto direito, Clineu Braga de Magalhães.

Suas últimas palavras em seu Diário Pessoal, escritas entre os dias 16 e 17 de setembro de 1932 (esse último, o de sua morte), foram as seguintes observações:
Buum! Chinaaa! Bum. Vimmm! Ora bolas, canhões novamente. A ditadura tem munição para gastar. Cinco bocas, 2,105 e 3,75mm a despejar mechas por cima da gente. Mas aqui a nossa linha é muito mais extensa do que em Buri e raras são as trincheiras localizadas perfeitamente. As bem localizadas recebem tiros diretos, mas a nossa só é visada pelos “schrapnels” que vêm explodir, ora na frente as vezes atrás, com seu chuveiro de chumbo e aço. Nós, como veteranos, percebemos logo que isso é o início de um ataque de infantaria. Preparamos, eles viriam retribuir a nossa visita de ontem. Temos nas trincheiras fuzis, granadas de mão e fuzil, e um fuzil metralhadora Colt, tomado dos gaúchos em um dos combates. Logo depois avistamos no morro fronteiro a infantaria que se aproximava e em seguida rompia fogo.
(...) Assistimos neste instante a uma fita de guerra sincronizada. Aviões, canhões, granadas, metralha, fuzilaria, homens correndo, deitando, atirando com a mesma intensidade de fita de cinema, um gasto enorme de munições e nós sem dar um tiro para evitar desperdícios. Esperamos que eles se aproximem, enquanto que os valentes inimigos deitam-se a cada instante, para livra-se das certeiras balas paulistas, estão bem mais perto, pararam os canhões, e nós começamos a fuzilaria sem grande intensidade. Uma hora depois de iniciado o nosso fogo, o Colt enguiça. Logo depois o inimigo desistiu de avançar e limitou-se a atirar de longe o resto do dia e com raros intervalos pela noite toda. Quando escureceu os canhões começaram a roncar novamente.— p.73-74

## Homenagens
Entre as homenagens, em 1934 foi criada na Escola Politécnica de São Paulo uma Fundação com seu nome, destinada a auxiliar estudantes carentes.Na cidade de São paulo, há também a rua Clineu Braga de Magalhães, no Jardim Nosso Lar. Na sua cidade natal, Taquaritinga, também há uma rua nomeada Clineu Braga de Magalhães.